# リチャード・ロビンソン (哲学者)
リチャード・ロビンソン （Richard Robinson、1902年4月12日 – 1996年6月6日 ）は、英国の哲学者である。
コーネル大学で1928年から1946年まで20年間教鞭をとった。

## 生涯
オックスフォード大学を卒業。
プラトンやアリストテレスに関する書籍や論文の翻訳・編集を手がけた。
彼の著書のほとんどは学術的なものであったが、『An Atheist's Values』は彼に大衆的な読者を与えた。インデペンデント紙に寄稿したニコラス・ウォルターは、この本を「今世紀に生み出されたリベラリズム（ロビンソンもこの言葉を受け入れた）とヒューマニズム（ロビンソンはこの言葉を無視した）についての最良の短い説明のひとつであり、その明晰さと節度、機知と知恵のゆえに、より力強い」と評した。
- The Province of Logic (1931)
- Definition (1950)
- An Atheist's Values (1964, Oxford University Press)

--- paperback (1975, Blackwell)
- Essays In Greek Philosophy (1969, Oxford University Press)
- Plato's Earlier Dialectic (1985, Oxford University Press, 2nd Edition)